# Keros
Keros (græsk: Κέρος; i oldtiden, Keria eller Kereia (oldgræsk: Κέρεια) er en ubeboet græsk ø i Kykladerne omkring 10 kilometer sydøst for Naxos. Administrativt er den en del af samfundet Koufonisia. Den har et areal på 15 km2 og dets højeste punkt er 432 moh. Den var et vigtigt sted for den kykladiske civilisation, der blomstrede omkring 2.500 f.Kr. Det er nu forbudt at gå i land på Keros.
Keros er især kendt for de fladvendte kykladiske marmorstatuer, som senere inspirerede Pablo Picassos og Henry Moores arbejde.

## Arkæologiske fund
Kerosfundet er en meget stor forekomst af kykladiske figurer, der blev fundet på øen Keros.
I 2006-2008 gennemførte Cambridge Keros-projektet, der blev ledet af Colin Renfrew sammen med andre, udgravninger ved Kavos på øens vestkyst. Dette generelle område menes at være kilden til den såkaldte "Keros Hoard" af fragmentariske kykladiske figurer. Materialet, der blev udgravet i 2006-2008, omfatter kykladiske figurer, kar og andre genstande lavet af marmor, alle ødelagt før deponering og højst sandsynligt ødelagt andre steder og bragt til Kavos for deponering. Manglen på sammenføjningsfragmenter viser, at kun en del af det ødelagte materiale blev deponeret her, mens igangværende undersøgelser af keramik og andet materiale viser, at materiale blev bragt fra flere kilder til aflejring her.

### Daskalio
I 2007-2008 identificerede og udgravede det samme projekt en betydelig bebyggelse fra kykladisk periode på den nærliggende ø Daskalio. Et stort område er blevet udgravet og afslørede en betydelig bygning, 16 meter lang og 4 meter bred - den største fra denne periode i Kykladerne - hvori 'Daskalio-skatten' blev opdaget, bestående af en mejsel, en økse-adze og et skafthul økse af kobber eller bronze. Ud over udgravning viste undersøgelse af holmen, at det meste af dens overflade - i alt 7.000 kvadratmeter - var besat i den tidlige bronzealder, hvilket gør dette til den største bebyggelse i Kykladerne. Specialundersøgelser for geomorfologi, geologi, petrologi, keramisk petrologi, metallurgi og miljøaspekter (botaniske og faunarester, phytoliths) fulgte.
I 2012 blev aktiviteterne på dette sted dateret 2750 til 2300 f.Kr., hvilket går forud for enhver identificeret tilbedelse af guder i Det Ægæiske Hav. 
I 2018 afslørede udgravninger resterne af massive terrassevægge og gigantiske skinnende strukturer på en lille holm, der engang var knyttet til Keros. Strukturerne blev bygget ved hjælp af 1.000 tons sten, hvilket drejede næsset, som kun måler 150 meter på tværs, ind i en enkelt kæmpe 'pyramide'. Under pyramiden fandt forskerne bevis på en kompleks dræningstunnel og spor af avanceret metalbearbejdning. Forskerne siger, at resterne gør øen til en af de mest imponerende arkæologiske steder i Det Ægæiske Hav i den tidlige bronzealder. Udgravningerne viser, at Dhaskalio-næsset, som engang var knyttet til Keros, men nu er en lille holm på grund af havniveaustigningen, næsten helt var dækket af bemærkelsesværdige monumenter.
I 2019 mener arkæologer, at de gamle grækere begav sig ud på mindst 3.500 maritime rejser for at transportere mellem 7.000 og 10.000 tons hvid marmor mellem øer for at konstruere den førnævnte pyramide.

## Keros-Syros kultur
Keros-Syros-kulturen er opkaldt efter de to øer i Kykladerne - Keros og Syros. Denne kultur blomstrede under den tidlige kykladisk II periode (ca. 2700-2300 f.Kr.). Nogle af de bedst bevarede steder i denne kultur er ved Kea og Ios, der ligger ikke langt fra Keros.
Nogle af de vigtige artefakter i denne kultur er de såkaldte stegepander - lavvandede cirkulære kar eller skåle med en dekoreret bund. Brugen af metal blev udbredt i denne periode.